# Siderij
Siderij (od grčke riječi sideros, "željezo") prvo je geološko razdoblje u Paleoprotozojskoj eri koji je trajao od prije 2500 milijuna godina do prije 2300 milijuna godina. Ovo se vremensko razdoblje definira kronometrijski i nema odgovarajući sloj stijenja u Zemlji
.
Prisutnost naslaga trakastog željeza (eng.: banded iron formation - BIF) doživjela je vrhunac tijekom ovog razdoblja. Naslage trakastog željeza formirale su se u razdoblju masovne proizvodnje kisika od strane anaerobnih algi, koji je reagirajući s željezom formirao magnetit (Fe3O4, željezov (II, III) oksid). Ovaj je proces očistio mora od željeza, koji je vjerojatno bojio mora zelenkastom bojom. Uklanjanjem željeza iz morske vode i stvaranjem željezovog oksida, nekoć zelenkasta mora postala su bistra. Proces je konačno rezultirao današnjom atmosferom bogatom kisikom. Ovaj je događaj poznat kao katastrofa kisika, koja je po mišljenju geologa pokrenula huronijsku glacijaciju.
Huronijska glacijacija započela je u sideriju prije 2400 milijuna godina i završila u kasnom raciju prije 2100 milijuna godina.

## Vanjske poveznice
- GeoWhen Database - Siderian